# Кон-Тікі (фільм, 1950)
«Кон-Тікі» — норвезько-шведський документальний фільм норвезького дослідника і письменника Тура Гейєрдала про експедицію Кон-Тікі, яку очолив Тур Геєрдал в 1947 році. Фільм вперше був продемонстрований у Швеції, Норвегії, Фінляндії та Данії в 1950 році, в Сполучених Штатах Америки — у 1951 році. Продюсером виступив Олле Нордемар. У 1951 році фільм отримав Оскар за кращу документальну стрічку на 24-а церемонія нагородження премією Оскар. Оскар офіційно відправився в Оллу.
У 2012 році у Норвегії був знятий аналогічний за назвою фільм за мотивами тієї ж подорожі.

## Історія створення
Фільм знято на одну 16-мм камеру, якою користувалися усі члени команди в залежності від випадку коли могли зняти якісь кадри. Також у фільм було включено матеріали з фотоапарата, якщо якісь фрагменти було знищено або пошкоджено.
Гейєрдал згадував у своїх мемуарах «Стежками Адама» (1998, Німеччина 2000), що перший перегляд відзнятого матеріалу був кошмаром. Проте кілька кінематографістів проявили великий інтерес, що, у свою чергу, спонукало посольство Норвегії організувати демонстрацію для найважливіших потенційних покупців. Плівка, частково зіпсована водою із безліччю пошкоджених кадрів, була непридатна для перегляду. Це означало, що більша частина матеріалу була марною. Крім того, через нестабільність зйомки, спричинену морем, фільм було важко дивитися. Звісно це нікому не сподобалось і в кімнаті залишився тільки один з покупців, який пропонував 200 доларів США для переробки наявного матеріалу для десяти хвилинного короткого документального фільму для дистриб'ютера RKO Pictures. Ця пропозиція була відхилена.
Спочатку фільм Гейєрдала був беззвучний і він пробував переробити та довести його до ладу самостійно. Згодом він мав декілька копій, які допоміг йому зробити «Клуб Дослідників».
Після того, як фільм був показаний на багатьох лекціях Гейердала про експедицію, швед граф Леннарт Бернадотт зацікавився ним і запропонував співпрацю. Ленарт та його друг Олле Нордемаре мали невелику компанію з виробництва плівки, яка мала найновіше обладнання, та перший в Європі оптичний принтер. Цей пристрій дозволяв не тільки збільшувати масштаб на кадрах, але також міг виправляти неправильні швидкості та інші помилки у записах. Гейєрдал підписав з Графом Леннартом рукописний договір, укладений норвезькою та шведською мовами і надав йому 50 % прибутку з майбутніх доходів. Проте, Леннарт продав плівку Солу Лассеру з Голлівуда, продюсеру фільмів про Тарзана, з тими самими умовами договору. Той, у свою чергу, перепродав його з такими ж умовами дистриб'ютору РКО.

## Сюжет

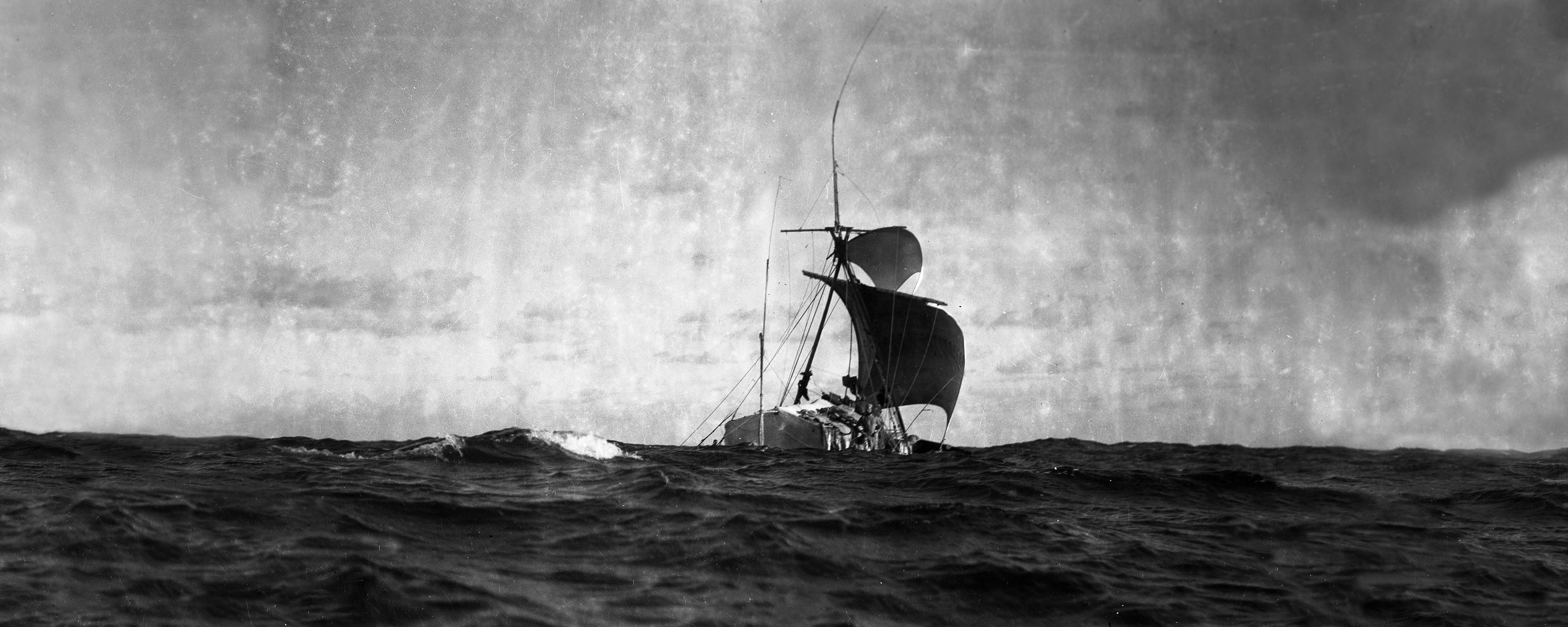
Кадр із фільму

На початку фільму Тур Гейєрдал пояснює свою теорію про те, що Полінезія була колонізована вихідцями з Південної Америки 1500 років тому, що суттєво відрізнялося від встановленої наукової думки про іммігрантів-колоністів з Азії. Згодом теорії Геєрдала були піддані жорстокій критиці, і багато хто до них відносився скептично.
Голос поза кадром належить Туру Геєрдалу. Американську версію озвучив теле- та радіоведучий Бен Грауер, а також співпродюсер Сол Лессер.

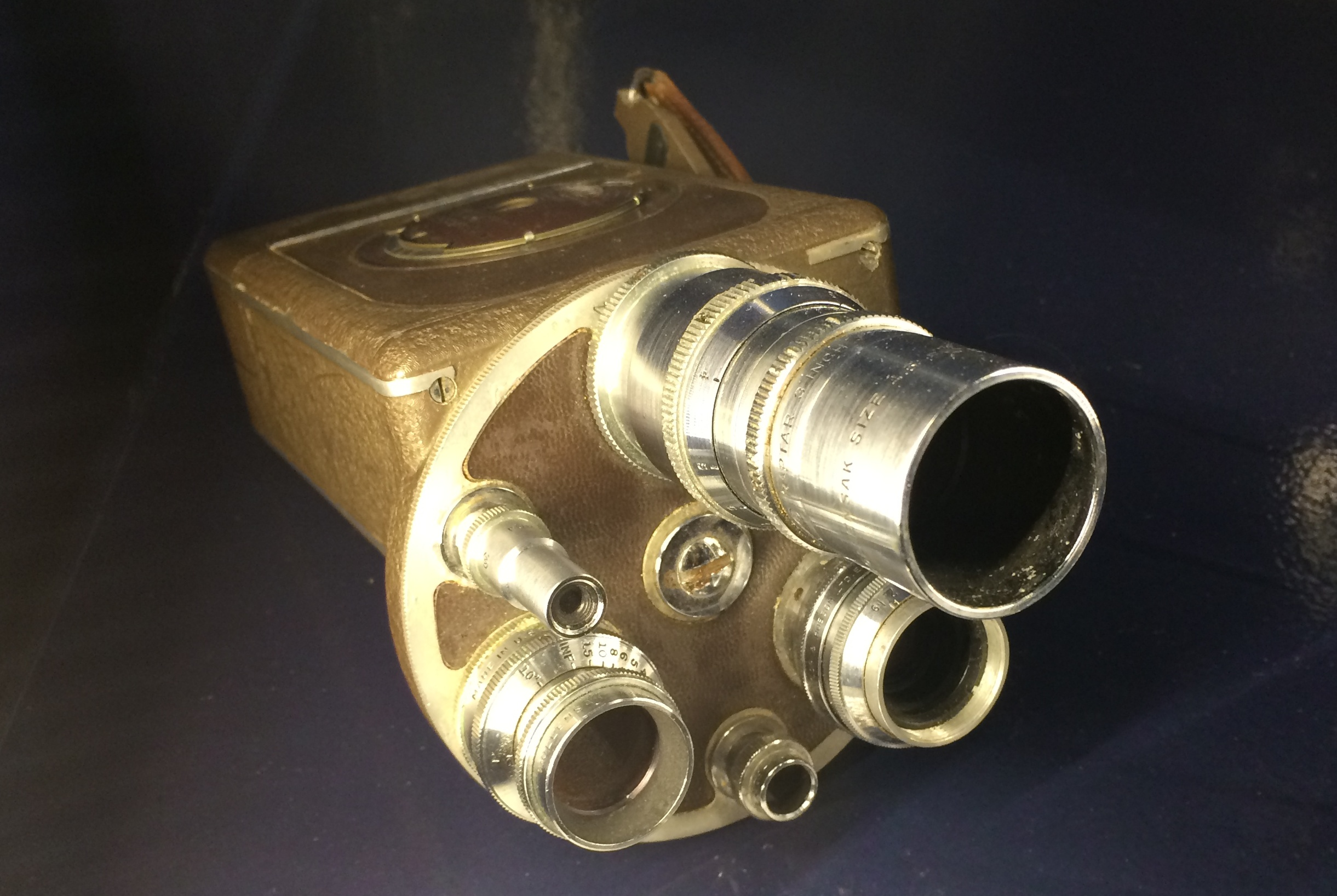
Bell & Howell камера на яку знімались кадри із експедиції

## Наслідки
У 1955 Гейєрдал представив новий документальний фільм під назвою «Галапагоси» на ту ж тему.
2012 року у Норвегії була представлена драма на тему експедиції Геєрдала, яка також отримала назву «Кон-Тікі». Режисерами нового фільму виступили Йоахім Реннінг і Еспен Сандберг, головну роль зіграв
Пал Сверре Валхейм Хейг.
Подібним до цього фільму є менш відомий фільм документального експерименту «Тангора», знятий у 2006 році. Основою метою цієї експедиції було спостереження за забрудненням морського середовища. Також дослідники мали за мету вивчити, наскільки добре плоти інків за допомогою Guaras можна використовувати і контролювати.
У цій експедиції також взяв участь онук Гейєрдала Олав. «Тангора» дісталася до Рарої з Кальяо всього за 70 днів. Подальше плавання до Райята Туамутусбіса також було легким і довело хорошу керованість плоту.